# Серне (Сена и Марна)
Серне (фр. Cerneux) је насељено место у Француској у региону Париски регион, у департману Сена и Марна.
По подацима из 2011. године у општини је живело 311 становника, а густина насељености је износила 14,07 становника/km².

## Демографија
| 1962. | 1968. | 1975. | 1982. | 1990. | 2011. |
| ----- | ----- | ----- | ----- | ----- | ----- |
| 309   | 275   | 223   | 191   | 243   | 311   |